# Migration de remplacement
Ne doit pas être confondu avec Grand remplacement.
 (novembre 2017).
Si vous disposez d'ouvrages ou d'articles de référence ou si vous connaissez des sites web de qualité traitant du thème abordé ici, merci de compléter l'article en donnant les références utiles à sa vérifiabilité et en les liant à la section « Notes et références ».
En démographie, la migration de remplacement est la migration nécessaire dans une société pour atteindre un objectif (démographique, économique ou social) précis. Généralement, les études utilisant ce concept ont notamment pour objectif d'éviter le déclin de la population totale et le déclin de la population en âge de travailler. Les projections calculant la migration de remplacement sont avant tout des exercices démographiques et théoriques et non des prévisions ou des recommandations. 
Le concept de la migration de remplacement peut varier, selon l'étude et selon le contexte dans lequel elle s'applique. Il peut s'agir d'un nombre d'immigrants annuels bruts, d'un solde migratoire net, d'un nombre additionnel d'immigrants par rapport à un scénario de référence, etc.
L'ONU définit " La migration de remplacement fait référence à la migration internationale dont un pays aurait besoin pour compenser le déclin et le vieillissement de la population résultant de faibles taux de fécondité et de mortalité".

## Types de migration de remplacement
La migration de remplacement peut prendre plusieurs formes, car plusieurs scénarios de projections démographiques peuvent atteindre un même objectif. Deux formes prédominent néanmoins: la migration de remplacement minimale et la migration de remplacement constante. 

### Migration de remplacement minimale
La migration de remplacement minimale constitue à une migration minimale sans surplus pour l'atteinte de l'objectif choisi. Cette forme de migration de remplacement peut donc connaître de grandes fluctuations entre les périodes. Son calcul dépendra évidemment de l'objectif choisi. Par exemple, Marois (2008)[réf. nécessaire] calcule le nombre d'immigrants bruts nécessaire pour éviter le déclin de la population du Québec. La formule est alors la suivante :
{\displaystyle R_{(t)}\ '={\frac {-\Delta P_{(t,t+1)}}{A_{(t)}}}}
Où:
- R'(t) = Migration de remplacement évitant le déclin de la population à l'année t
- A(t) = taux de rétention des immigrants arrivés l’année t, défini par (1 ‒ taux de départ instantané du modèle)
- ∆P(t,t+1) = variation de la population totale dans l’intervalle de temps t, t+1

## Rapports de la division de la Population desNations unies

### Rapport de 2000
D'après le rapport publié par la division de la Population des Nations unies en 2000 « La migration de remplacement : une solution contre la baisse et le vieillissement des populations ? », l’immigration permet d’enrayer la baisse de la population mais ne permet pas de contrer le vieillissement démographique.
La migration de remplacement telle que présentée par les Nations unies est perçue comme une façon irréaliste de lutter contre le vieillissement de la population selon plusieurs démographes et sociologues,. La migration de remplacement ne peut que retarder temporairement le vieillissement et le déclin de la population. Ces questions sont finalement mieux résolue par des changements des politiques de retraite.
Selon le démographe François Héran, ce rapport a servi d'argument de type « mythe démographique » à l'extrême droite sur Internet pour appuyer la théorie complotiste du grand remplacement.

### Rapport de 2017
En 2017 un rapport de l'ONU indique : « Le déclin de la population est inévitable, en l’absence de migration de remplacement. Les nombres d’immigrants nécessaires pour éviter les déclins de la population en âge de travailler sont plus grands que ceux nécessaires pour éviter les déclins de la population totale. Les immigrants d’après 1995 et leurs descendants constitueraient une fraction impressionnante de la population totale en 2050 – entre 30 et 39 pour cent dans le cas du Japon, de l’Allemagne et de l’Italie. En l’absence d’immigration, on pourrait maintenir à leurs niveaux actuels les rapports de support potentiel en augmentant la limite supérieure de l’age actif à environ 75 ans. " 

## Critiques
Une migration accrue pourrait réduire le ratio population active / personnes âgées dépendantes, qui devrait augmenter considérablement au cours des prochaines décennies. Cependant, le nombre de migrants nécessaire pour contrer efficacement le vieillissement des économies industrialisées est hautement irréaliste.
La migration de remplacement est également considérée comme ayant un impact négatif sur l'environnement.
La migration de remplacement serait plus utile en tant qu'outil analytique ou hypothétique.